# Legislativní rada Hongkongu

Logo Legislativní rady Hongkongu

Legislativní rada Hongkongu, zkráceně pouze „LegCo“ (anglicky Legislative Council of Hong Kong), je základní jednokomorové zákonodárné shromáždění samostatné správní jednotky Čínské lidové republiky v Hongkongu.
Legislativní rada Hongkongu byla založena před více než 170 lety. Během své dlouhé historie se více či méně úspěšně podílela na demokratizaci. První Legislativní rada Hongkongu se sešla v roce 1844, když město bylo ještě britskou kolonií. Až do roku 1985 byli všichni členové Legislativní rady Hongkongu jmenováni jeho vládnoucím představitelem.

V roce 1996 přešel Hongkong pod správu Číny, která sem dosadila na 60 členů, kteří začali vykonávat svou funkci k roku 1997. Dnes Legislativní rada sestává ze 70 členů, kteří jsou dosazováni podle následujících kritérií: 35 členů univerzálním hlasováním a dalších 35 na základě geografických kritérií a funkční specializace (například doprava, import a export). Volby se konají každé čtyři roky.

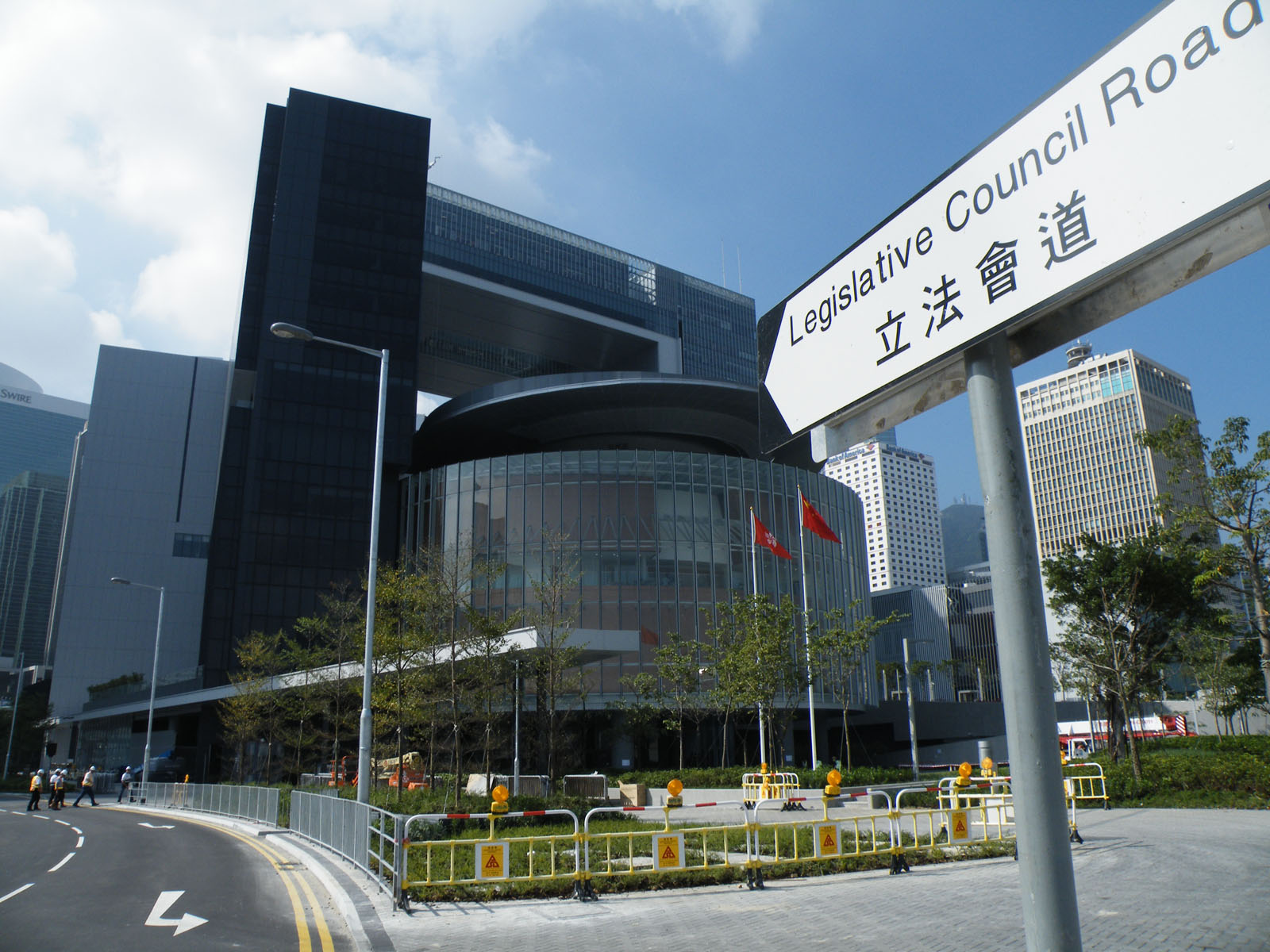
Budova Legislativní rady Hongkongu

Mezi základní funkce v současné době patří:
- Přijímání, změna či zrušení zákonů v souladu se základními postupy práva.
- Prověřování a schvalování rozpočtu představeného místní vládou.
- Schvalování zdanění a veřejné výdaje.
- Přijímání a projednávání politických rozhodnutí.
- Schvalování a jmenování, odvolávání soudců odvolacího soudu, vrchního soudu.

Základní právní rámec fungování Legislativní rady Hongkongu je zakotven v Článku 73 Základního práva, které garantuje obyvatelům Hongkongu práva a stanoví také povinnosti. Poslední volby do Legislativní rady Hongkongu se konaly v roce 2016.
V důležitých otázkách není Legislativní rada Hongkongu plně samostatná; je závislá na rozhodnutí Všečínského shromáždění lidových zástupců.